# Raúl Gutiérrez Sagredo
Raúl Gutiérrez Sagredo (Santa Cruz de la Sierra, 8 de enero de 1976) es un exfutbolista y entrenador boliviano. Se desempeñaba como defensa.

## Selección nacional

### Categorías inferiores
Disputó el Sudamericano Sub-20 de 1995.
| Torneo                      | Sede    | Resultado    |
| --------------------------- | ------- | ------------ |
| Sudamericano Sub-20 de 1995 | Bolivia | Primera fase |

### Selección absoluta
Gutiérrez disputó un total de 18 encuentros con la Selección Boliviana en el período 1994-2003. Su último partido con su selección fue el 19 de marzo de 2003 ante México.

## Clubes

### Como jugador
| Club                | País    | Año         |
| ------------------- | ------- | ----------- |
| Libertad            | Bolivia | 1993 - 1994 |
| Blooming            | Bolivia | 1995 - 2008 |
| Aurora (cedido)     | Bolivia | 2005        |
| Destroyers (cedido) | Bolivia | 2007        |

### Como entrenador
| Club                       | País    | Año    |
| -------------------------- | ------- | ------ |
| Real Tomayapo (Inferiores) | Bolivia | 2023   |
| Blooming (Inferiores)      | Bolivia | 2024 - |

## Palmarés

### Como jugador
Títulos nacionales
| Título             | Club     | Año  |
| ------------------ | -------- | ---- |
| Copa Simón Bolívar | Blooming | 1996 |
| Primera División   | Blooming | 1998 |
| Primera División   | Blooming | 1999 |